# サンテジーディオ・アッラ・ヴィブラータ
サンテジーディオ・アッラ・ヴィブラータ（イタリア語: Sant'Egidio alla Vibrata）は、イタリア共和国アブルッツォ州テーラモ県にある、人口約9,800人の基礎自治体（コムーネ）。

## 地理

### 位置・広がり

#### 隣接コムーネ
隣接するコムーネは以下の通り。括弧内のAPはアスコリ・ピチェーノ県（マルケ州）所属を示す。
- アンカラーノ
- アスコリ・ピチェーノ (AP)
- チヴィテッラ・デル・トロント
- フォリニャーノ (AP)
- マルティニャーノ (AP)
- サントメーロ
- トラーノ・ヌオーヴォ

## 行政

### 分離集落
サンテジーディオ・アッラ・ヴィブラータには、以下の分離集落（フラツィオーネ）がある。
- Paolantonio, Madonna delle Grazie, Centro Storico, Villa Marchesa, Faraone, Villa Mattoni, Villa Passo, Ponte